# Enrique Quintana Achával
Enrique Quintana Achával (* 30. August 1917 in Washington, D.C.; † 5. Dezember 2013 in Buenos Aires) war ein argentinischer Diplomat.

## Leben
Enrique Quintana Achával trat 1943 in den auswärtigen Dienst.
Von 1961 bis 1962 war er Zeremonienmeister im argentinischen Außenministerium
Von 17. Dezember 1962 bis 1964 war er Botschafter in Wien.
Von 1966 bis 1973 war er Botschafter in Beirut.
Ab 1967 bis 1974 war er auch als Botschafter in Riad akkreditiert.
1974 war er Botschafter in der Abidjan, Elfenbeinküste.
1977 war er Botschafter in Bern.
1981 war er Botschafter in Rabat.